# Fédération Rhône-Alpes de protection de la nature
France Nature Environnement Auvergne-Rhône-Alpes (FNE AURA), anciennement la Fédération Rhône-Alpes de protection de la nature (FRAPNA), est une fédération régionale d'associations de protection de la nature et de l’environnement dans la région Rhône-Alpes. Elle fédère 220 associations qui comptent 50 000 adhérents.

## Histoire

### Structures pré-existantes

Ancien logo.

Le Comité de défense des sites lyonnais (COSILYO) qui fondé en 1966 autour du militant écologiste Philippe Lebreton.

### Fédération Rhône-Alpes de protection de la nature
L'association loi de 1901, Fédération Rhône-Alpes de protection de la nature est fondée le 15 juillet 1971, par le regroupement du COSILYO (Ain et Rhône), de la Société d’histoire naturelle (Haute-Savoie), de la Société pour la sauvegarde des monuments et des sites (Savoie) et de la Société des sciences naturelles (Loire).
Le 11 juillet 1978, elle est agréée association de protection de la nature par le Ministère de l’Environnement, puis reconnue d’utilité publique le 21 juin 1984 par décret du Conseil d’État.
En février 1987, la FRAPNA obtint, par arrêté de biotope, la protection des îles du Beurre et de la Chèvre, situées au sud de Vienne dans le parc naturel régional du Pilat.
Le 25 août 2017, elle est agréée association de protection de la nature pour la région Auvergne-Rhône-Alpes.

### France Nature Environnement Auvergne-Rhône-Alpes
En 2019, la FRAPNA devient France nature environnement Auvergne-Rhône-Alpes (FNE AURA), fédérant les associations environnementales de la nouvelle région,.

## Objet social
L'association a pour objet social de protéger l'environnement et de sensibiliser les citoyens aux problématiques environnementales.
Les fédérations départementales membres de FNE AuRA bénéficient d’un agrément jeunesse et sports ainsi que d’un agrément de l’Inspection académique qui leur permet d’intervenir dans les établissements pendant le temps scolaire[réf. nécessaire].
Elle est membre de France Nature Environnement, structures avec lesquelles elle partage l'identité visuelle d'un hérisson.

## Organisation
France Nature Environnement Auvergne-Rhône-Alpes est présente en proximité sur le terrain comme au niveau régional. Elle réunit 12 fédérations départementales et 1 association régionale qui se mobilisent pour une cause environnementale spécifique. Ces différentes fédération départementales fédèrent elles-mêmes d'autres Association de protection de la nature et de l'environnement. 
Une équipe fédérale, composée de près de 135 administrateurs bénévoles et de 85 salariés[Quand ?], s’y investit au quotidien.
Associations adhérentes:
- Lo Parvi association écologiste créée en 1981 dans le but de faire connaître et protéger les milieux naturels et agissant dans le Nord-Isère.
- Espace Nature Isère, association de protection de la nature et de l'environnement créée en 1982 dans le Sud Grésivaudan.

## Festival
Le Festival International du Film Nature et Environnement est créé en 1976 par la FRAPNA-Isère. Il est le premier festival en France entièrement consacré au film animalier et environnemental. Il se déroule à Grenoble. Depuis 1999, ce festival cinématographique international est présidé par le scientifique, astrophysicien et écologiste québécois Hubert Reeves.